# World Athletics Continental Tour

Logo von World Athletics

Die World Athletics Continental Tour ist eine jährliche Serie von Leichtathletik-Elitewettkämpfen, die von der World Athletics (bis 2019: IAAF) veranstaltet wird. Die Tour bildet nach der Diamond League die zweite Stufe internationaler eintägiger Wettkämpfe, mit Ausnahme von 200 m, 3000 m Hindernislauf, Diskus-, Hammerwurf und Dreisprung, bei der sie die oberste Stufe bildet, da diese Wettkämpfe ab 2020 aus der Diamond League gestrichen wurden. Die erst Ausgabe der Serie fand 2020 statt.
Die Continental Tour, die Begegnungen aus der ganzen Welt umfasst, wird in drei Stufen – Gold, Silber und Bronze – unterteilt, deren Status durch die Qualität des Wettbewerbs und die angebotenen Preisgelder bestimmt wird. Die Gold-Meetings werden weltweit organisiert, mit Investitionen von World Athletics, und stellen die zweite Ebene der Meetings in diesem Sport dar. Mit den Investitionen von World Athletics soll die Zahl der qualitativ hochwertigen Wettkampfmöglichkeiten erhöht werden, um die besten Athleten des Sports zu präsentieren. Die Gebietsverbände sind für die Verwaltung der Wettkämpfe auf der Silber- und Bronzestufe verantwortlich, die bis zu 100 Meetings auf der ganzen Welt umfassen.